# Яцыно (село)
Яцыно (укр. Яцине) — село,
Яцынский сельский совет,
Конотопский район,
Сумская область,
Украина.
Код КОАТУУ — 5923888401. Население по переписи 2001 года составляло 319 человек .
Является административным центром Яцинского сельского совета, в который, кроме того, входят сёла
Ивановское,
Новая Шарповка и
Старая Шарповка.

## Географическое положение
Село Яцыно находится на левом берегу реки Клевень,
выше по течению на расстоянии в 4 км расположено село Стрельники,
ниже по течению на расстоянии в 2 км расположено село Старая Шарповка,
на противоположном берегу — сёла Щербиновка и Антоновка (Кролевецкий район).
Рядом проходит автомобильная дорога Т-1911.

## История
- Село Яцыно известно с XVIII века.